# Leucochrysa rufescens
Leucochrysa rufescens är en insektsart som först beskrevs av Navás 1931.  Leucochrysa rufescens ingår i släktet Leucochrysa och familjen guldögonsländor. Inga underarter finns listade i Catalogue of Life.